# Peter Coyote
Robert Peter Cohon (Nueva York, 10 de octubre de 1941), conocido profesionalmente como Peter Coyote, es un actor y autor estadounidense.

## Vida y carrera
Coyote estudió filología en la Universidad de San Francisco. En 1965, colaboró con la San Francisco Mime Troupe, un colectivo de carácter militante, donde ejerció como escritor, intérprete y director teatral. Aparte del inglés, habla el francés fluidamente, pero con algo de acento, también algo de español con fuerte acento estadounidense. Debido a eso, en su film Bon voyage, Jean-Paul Rappeneau puso a Coyote en el papel de un periodista inglés que trabajaba para los nazis. Peter Coyote tiene ancestros judíos sefardíes y askenazis.
Implicado activamente en las luchas de los años sesenta, el actor se hizo miembro destacado de la comunidad intelectual y artística de San Francisco y participó en la fundación del grupo The Diggers. En 1977, se incorporó al Magic Theater.
Peter Coyote ha trabajado con algunos de los mejores directores del cine contemporáneo, entre los que cabe citar a Steven Spielberg en E.T.; filme que supuso para Coyote el punto de inflexión hacia el éxito se debió a su interpretación de un investigador científico. 
Posteriormente trabajó con Roman Polanski en Bitter Moon (donde hizo el papel del escritor norteamericano Oscar, sumido en los excesos y la bohemia de París, donde conoció el cielo y el infierno, quizá es su actuación más memorable); y también trabajó con Pedro Almodóvar (Kika), Bigas Luna (DiDi Hollywood), Steven Soderbergh (Erin Brockovich), Barry Levinson (Esfera), Brian De Palma (Femme Fatale) y Sydney Pollack, entre otros.
A finales de 2008 apareció en el episodio Noche de paz (T6-E11) de la serie NCIS, interpretando al personaje Ned Quinn.

## Filmografía
- La presa (1981)
- E.T., el extraterrestre (1982)
- Stranger Kiss (1983)
- Los rompecorazones (Hearthbreaker) (1984)
- Secreto policial (1984)
- Al filo de la sospecha (1985)
- El Horizonte Azul (1985)
- The Legend of Billie Jean (1985)
- Un homme amoreux (1987)
- Sworn to Silence (1987)
- Outrageous Fortune (1987)
- Heart of Midnight (1988)
- Crooked Hearts (1991)
- A Grande Arte (High Art, 1991)
- Bitter Moon (1992)
- Kika (1993)
- Murder in My Mind (1996)
- Los ojos de la ley (1996)
- Esfera (1998)
- Patch Adams (1998)
- Execution of Justice (1999)
- Random Hearts (1999)
- A Murder on Shadow Mountain (1999)
- Last Call (1999)
- Erin Brockovich (2000)
- Injusta condena (2000)
- Jack the Dog (2001)
- Femme Fatale (2002)
- A Walk to Remember (2002)
- Northfork (2003)
- Bon voyage (2003)
- The Hebrew Hammer (2003)
- Phenomenon II (TV, 2003)
- Shadow of Fearv (2004)
- The Inside (2005) (serie)
- Return of the Living Dead: Rave to the Grave (2005)
- A Little Trip to Heaven (2005)
- Los 4400 (2004 - 2006) (serie)
- Return of the Living Dead: Necropolis (2005)
- Deepwater (2005)
- Law & Order: Trial by Jury (serie de TV) (2005)
- Commander in Chief (serie de TV) (2005)
- Behind Enemy Lines II: Axis of Evil (2006)
- El último asalto (2007)
- Law & Order: Criminal Intent (serie de TV, 2007)
- The Lena Baker Story (2008)
- Dr. Dolittle 4: Perro presidencial (2008)
- Five Dollars a Day (2008)
- DiDi Hollywood (2010)
- Law & Order: Los Angeles (serie de TV) (2010-2011)
- Achuar vs Talisman Energy (2011)
- This Is Not a Movie (2011)